# 男闘呼組 (アルバム)
『男闘呼組』（おとこぐみ）は日本のロックバンド、男闘呼組の1枚目のアルバム。

## 内容
- トラック1に収録された「OVERTURE〜ルート・17」は馬飼野康二（MARK DAVIS名義）による1分のインストの直後に、ヘヴィ・メタル的な楽曲「ルート・17」に変わるというユニークな手法になっている。ベスト・アルバム『HIT COLLECTION』においても、そのまま収録されている。
- 「CARRY ON」は本来のスタンスとは相反なダンサブルな楽曲になっている。ただし、あくまでもロックバンドであるため、基本的に踊らず演奏をする。
- 「MEN'S BUGI」は間奏を除きロカビリー風になっている。
- デビュー・シングル「DAYBREAK」は本作には未収録。

## 収録曲
1. OVERTURE〜ルート・17　（映画「ロックよ、静かに流れよ」挿入曲）
  - OVERTURE…作曲・編曲：馬飼野康二
  - ルート17…作詞：大津あきら　作曲：高槻真裕　編曲：戸塚修
  - 成田昭次ソロ
2. 別離のハイウェイ
  - 作詞：安藤芳彦　作曲：熊谷安廣　編曲：沢健一
3. RUN RUNAWAY
  - 作詞：大津あきら　作曲・編曲：馬飼野康二
4. KIDS
  - 作詞：高柳恋　作曲：Michael Brown　編曲：戸塚修
  - 岡本健一ソロ
5. この夜にすべてを
  - 作詞：安藤芳彦　作曲・編曲：馬飼野康二
6. ROLLIN' IN THE DARK　（映画「ロックよ、静かに流れよ」挿入曲）
  - 作詞：大津あきら　作曲：男闘呼組　編曲：戸塚修
  - 成田昭次ソロ
7. CARRY ON
  - 作詞：原真弓　作曲：Michael Brown　編曲：井上日徳
  - 前田耕陽ソロ
8. 明日への暴走
  - 作詞：大津あきら　作曲・編曲：馬飼野康二
9. MEN'S BUGI
  - 作詞：高橋一也　作曲：男闘呼組　編曲：戸塚修
    - 高橋一也ソロ
10. 不良
  - 作詞：大津あきら　作曲：高槻真裕　編曲：戸塚修
  - 成田昭次ソロ

## 参加ミュージシャン
- 前田耕陽 - ボーカル、キーボード
- 成田昭次 - ボーカル、ギター
- 高橋一也 - ボーカル、ベース
- 岡本健一 - ボーカル、ギター
  - 小関純匡 - ドラム
  - 馬飼野康二 - キーボード
  - 戸塚修 - キーボード
  - 井上日徳 - キーボード